# Dibutylphthalat
Dibutylphthalat (Abk. DBP) ist eine chemische Verbindung von aromatischem Geruch und eine farblose, ölige Flüssigkeit. Es ist ein Ester aus 1-Butanol und Phthalsäure und gehört damit neben Diethylhexylphthalat, Di-iso-nonylphthalat, Dimethylphthalat und Diethylphthalat zur Gruppe der Phthalate. Industriell wird es als Weichmacher verwendet.

## Darstellung und Gewinnung
Die technische Gewinnung von Dibutylphthalat erfolgt in einer zweistufigen Synthese aus Phthalsäureanhydrid und n-Butanol. Im ersten Schritt erfolgt eine schnelle Alkoholyse zum Phthalsäurehalbester. Der zweite Veresterungsschritt verläuft als Gleichgewichtsreaktion langsamer und erfordert die Verwendung saurer Katalysatoren und zur Umsatzvervollständigung die destillative Abtrennung des entstehenden Wassers.

## Eigenschaften

### Physikalische Eigenschaften
Dibutylphthalat ist eine farblose Flüssigkeit mit einem Schmelzpunkt bei −35 °C. Der Siedepunkt unter Normaldruck liegt bei 340 °C. Die Verdampfungsenthalpie beträgt hier 91,7 kJ·mol−1. Die Dampfdruckkurve ergibt sich nach Antoine im Temperaturbereich von 398,8 K bis 475,2 K als log10(p) = A−(B/(T+C)) (p in bar, T in K) mit A = 4,30568, B = 2083,175 und C = −131,7. Die Wärmekapazität beträgt bei 25 °C 476 J·mol−1·K−1 bzw. 1,71 J·g−1·K−1. Die Verbindung ist mit 11 mg·l−1 nur gering wasserlöslich.

### Sicherheitstechnische Kenngrößen
Dibutylphthalat bildet erst bei höheren Temperaturen entzündliche Dampf-Luft-Gemische. Die Verbindung hat einen Flammpunkt bei 157 °C. Der Explosionsbereich liegt zwischen 0,1 Vol.‑% als untere Explosionsgrenze (UEG) und 1,97 Vol.‑% als obere Explosionsgrenze (OEG). Es erfolgt eine Zuordnung in die Explosionsgruppe IIA. Die Zündtemperatur beträgt 400 °C. Der Stoff fällt somit in die Temperaturklasse T2. Die elektrische Leitfähigkeit ist mit 1,8·10−7 S·m−1 (30 °C) eher gering.
Beim Verbrennen bilden sich reizende, korrosive und toxische Dämpfe.

## Verwendung
DBP wird hauptsächlich als Weichmacher für PVC und als Absorbens (Waschflüssigkeit) zur Reinigung von Gasgemischen und organischen Verbindungen eingesetzt. Ferner findet es Verwendung als Zusatzstoff in Medikamentenhüllen, damit sich die Inhaltsstoffe nicht schon im Magen, sondern erst im Darm auflösen. Dabei handelt es sich unter anderem um Medikamente gegen Erkältungen, Bronchitis, Asthma, Schlafstörungen, erhöhte Cholesterinwerte und Eisenmangel.

## Toxikologie
Ein Einatmen oder Verschlucken kann zu Gesundheitsschäden führen und es treten vorübergehende Beschwerden wie Schwindel, Übelkeit, Kopfschmerzen etc. auf. Eine Einnahme kann die Atemwege, Verdauungswege und Augen reizen: z. B. Brennen, Kratzen. Dibutylphthalat wirkt im Tierversuch entwicklungs-, reproduktions- und embryotoxisch.
Die Europäische Union stuft Dibutylphthalat als „fortpflanzungsgefährdend“ ein und hat für die tägliche Aufnahme einen TDI-Wert („tolerable daily intake“) von 10 Mikrogramm pro Kilogramm Körpergewicht festgesetzt (seit Juli 2005, vorher 100 Mikrogramm). Die Weltgesundheitsorganisation (WHO) stuft DBP als „frucht- und entwicklungsschädigend“ ein.
Es ist sehr giftig für Wasserorganismen und kann in Gewässern längerfristig schädliche Wirkungen haben – es ist wassergefährdend (WGK 2) und ein Meeresschadstoff.
In einer dänischen Kohortenstudie wurde 2019 eine Erhöhung des Risikos für östrogenrezeptorpositiven (ER+) Brustkrebs beobachtet, das bei höchster Exposition verdoppelt war. Es wurde eine direkte Korrelation zwischen Höhe der Exposition und der Risikoerhöhung beobachtet. Die Exposition erfolgte über die Einnahme von phthalathaltigen Medikamenten (Mesalazin, Budesonid, Lithium und Bisacodyl, Phthalate: Dibutylphthalat, Celluloseacetatphthalat, Hypromellosephtalat und Polyvinylacetatphtalat). Die Expositionsdaten stammten aus dem dänischen Arzneimittelregister, die Erkrankungsdaten aus dem dänischen Krebsregister. Beobachtungszeit war von 2005 bis 2018. Es wurden 1,12 Mio. Frauen beobachtet, 14 % der Frauen waren über die Pharmazeutika exponiert, 27.111 Fälle von Brustkrebs traten in der Beobachtungszeit auf.

## Sicherheitshinweise und gesetzliche Regelungen
Dibutylphthalat wurde im Oktober 2008 aufgrund seiner Einstufung als reproduktionstoxisch (Reprod. 1B) und als Endokriner Disruptor in die Kandidatenliste der besonders besorgniserregenden Stoffe (Substance of very high concern, SVHC) aufgenommen.
Danach wurde Diisobutylphthalat im Februar 2011 in das Verzeichnis der zulassungspflichtigen Stoffe mit dem Ablauftermin für die Verwendung in der EU zum 21. Januar 2015 aufgenommen.
Zusätzlich unterliegt Diisobutylphthalat den Beschränkungen im Anhang XVII, Nummer 51 der REACH-Verordnung (in Deutschland umgesetzt durch die Chemikalien-Verbotsverordnung) und wurde am 31. März 2015 mit der Richtlinie (EU) 2015/863 in die RoHS-Stoffliste aufgenommen. Damit dürfen in der EU ab dem 22. Juli 2019 keine Elektro- und Elektronikgeräte mehr verkauft werden, die Teile mit mehr als 0,1 Gewichts-% DBP im homogenen Werkstoff enthalten.
In Babyartikeln, Kosmetika und Spielzeug ist DBP gemäß deutscher Kosmetik-Verordnung und Bedarfsgegenständeverordnung verboten.